# 斯特芬·弗罗因德
斯特芬·弗罗因德（德語：Steffen Freund，1970年1月19日—），德国前男子足球运动员，场上位置是中场。他曾代表德国国家队参加1998年国际足联世界杯和1996年欧洲足球锦标赛。